# .pro

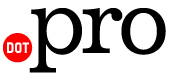
Logo de domaine .pro.

.pro est un domaine de premier niveau générique restreint d'Internet qui est actif depuis juin 2004.
Ce domaine est destiné aux personnes ayant un statut professionnel reconnu. Il s'agit notamment de comptables, de médecins, d'avocats, de notaires, d'ingénieurs, d'électriciens, d'architectes ou d'autres professionnels pouvant démontrer leurs qualifications.
Le bureau d'enregistrement exige que le demandeur fournisse un numéro de compagnie valide ou une preuve qu'il a une certification valide et vérifiable émise par un ordre professionnel reconnu dans son pays (ou l'équivalent). À noter qu'il ne faut pas prendre cela comme une garantie que le registraire a correctement vérifié cette information, ou que le propriétaire du domaine n'a pas été suspendu depuis par son ordre professionnel.

## Statistiques d'usage
En janvier 2025, environ 1 468 000 domaines utilisent l'extension .pro.